# The Orkney Museum
The Orkney Museum, tidligere Tankerness House Museum, er et historisk museum i Kirkwall på Orkneyøerne, Skotland. Dt drives af Orkney Islands Council og museet udstiller Orkneyøernes historei fra stenalderen op igennem perioden med piktere, vikinger, middelalderen og til i dag.
Museet blev grundlagt i 1968 som Tankerness House Museum og skiftede navn til The Orkney Museum i 1999.
Samlingen inkluderer den udskårne hvalknogle-plade fra Scar skibsbegravelse, der er en piktisk symbolsten fra Knowe of Burrian, og en trææske, der indeholder knoglerne fra Sankt Magnus.
Museet er indrettet i et listed townhouse-kompleks der ligger omkring St Magnus Cathedral i centrum af Kirkwall. Huset bliver betragtet som et af de vigtigste tidlige townhouses i Skotland.